# Compas (mécanique)
Pour les articles homonymes, voir Compas.
En mécanique, un compas est un dispositif composé de deux bras articulés, reliant deux pièces qui sont en général elles aussi articulées, l'ensemble formant un parallélogramme déformable. Les compas servent en général à limiter l'amplitude du mouvement voire à verrouiller les pièces en position « ouverte ».

## Exemple d'utilisation
- Fenêtres à compas ;
- tréteaux ;
- brancards normalisés.